# World Doubles Championships 1995
Il World Doubles Championships 1995 è stato un torneo di tennis che si è giocato al Craiglockhart Tennis Centre di Edimburgo in Scozia dal 24 al 27 maggio su campi in terra rossa. È stata la 20ª edizione del torneo.

## Campionesse

### Doppio
Meredith McGrath /  Larisa Neiland hanno battuto in finale   Manon Bollegraf /  Rennae Stubbs con il punteggio di 6–2, 7–6